# Roger Bigod, 4. Earl of Norfolk
Roger Bigod, 4. Earl of Norfolk (um 1212; † 3. oder 4. Juli 1270) war ein englischer Magnat und Höfling.

## Herkunft und Jugend
Roger Bigod entstammte der anglonormannischen Adelsfamilie Bigod. Er war der älteste Sohn von Hugh Bigod, 3. Earl of Norfolk und von dessen Frau Matilda Marshal, der ältesten Tochter von William Marshal, 1. Earl of Pembroke und Isabel de Clare. Hugh Bigod, der spätere Justiciar, war sein jüngerer Bruder. Roger war noch minderjährig, als sein Vater 1225 starb. Seine Mutter heiratete noch 1225 in zweiter Ehe William de Warenne, 5. Earl of Surrey. Der Vormund für Roger wurde zunächst William Longespée, 3. Earl of Salisbury, doch nachdem dieser bereits im folgenden Jahr starb, vergab der König die Vormundschaft an König Alexander II. von Schottland. Bigod war bereits im Mai 1225 mit Isabella, einer Schwester des Königs, in Alnwick verheiratet worden.

## Magnat und Höfling unter Heinrich III.
Am 11. Juni 1233 wurde Bigod von König Heinrich III. in Gloucester zum Knight of the Bath geschlagen, so dass er sein Erbe als Earl of Norfolk antreten konnte. Ende Juli unterstützte er jedoch seinen Onkel Richard Marshal, der gegen den König rebellierte. Bigod schloss sich Marshal zunächst in High Wycombe in Buckinghamshire an, unterwarf sich aber vor dem 8. September wieder dem König. Der König besetzte daraufhin bis zur Niederschlagung der Rebellion im Februar 1234 Framlingham Castle, den Hauptsitz der Bigods. Bei der Heirat des Königs mit Eleonore von der Provence im Januar 1236 beanspruchte Bigod vergeblich das Amt des High Stewards.
Da er bereits zuvor dem König als Unterhändler gegenüber Frankreich gedient hatte, appellierte Bigod 1242 dafür, den Waffenstillstand mit Frankreich zu verlängern. Der König entschied sich jedoch für einen neuen Feldzug ins Poitou, auf den ihn Bigod trotz Bedenken begleitete. Am 22. Juli zeichnete er sich in einem Gefecht bei Saintes aus, doch nach der englischen Niederlage bei Taillebourg kehrte er im Herbst 1242 nach England zurück. 1245 leitete er die englische Delegation auf dem Ersten Konzil von Lyon, die gegen die Steuerforderungen von Papst Innozenz IV. an die englische Kirche protestierte. 1246 war er erneut an einem Protest gegen die päpstlichen Forderungen beteiligt, ebenso 1249, als er erneut als Gesandter nach Lyon reiste.

## Anteil am Erbe der Familie Marshal
Nachdem die Brüder seiner Mutter Matilda Marshal alle kinderlos gestorben waren, wurde seine Mutter eine der Erbinnen der Familie Marshal. Über sie erbte Bigod 1246 das Amt des Earl Marshal von England. Nach dem Tod seiner Mutter 1248 erbte er dazu ihren Anteil am Erbe, vor allem Ländereien in Irland. Mit diesem Erbe waren jedoch auch Zahlungen an Eleanor, die Schwester des Königs und Witwe von William Marshal dem Jüngeren, verbunden, auf die Eleanor als Ausgleich für ein Wittum Anspruch hatte. Bigod und auch die anderen Erben kamen jedoch ihren Zahlungsverpflichtungen gegen Eleanor nicht regelmäßig nach, was Bigods Verhältnis zum König belastete.

## Zunehmende Konflikte mit dem König
In den 1240er und 1250er Jahren gehörte Bigod zunächst weiter zu den führenden Höflingen am Königshof. Als einer der reichsten Magnaten, wegen seiner militärischen und diplomatischen Erfahrung und wegen seines Ranges als Earl Marshal diente er häufig als Zeuge von Beurkundungen und als Mittler bei den Verhandlungen zwischen dem König und den Parlamenten. Ab Mitte der 1250er Jahre kam es zu wachsenden Spannungen zwischen dem König und Bigod. 1253 begleitete er als Earl Marshal den König in die Gascogne, wo es zu Unruhen gegen die Herrschaft des englischen Königs gekommen war. Bereits im Mai 1254 verließ er vorzeitig aus unbekannten Ursachen die englische die Armee und kehrte nach England zurück. Während eines Parlaments im 1255 kam es zwischen Bigod und dem König zu einem heftigen Streit, worauf der König kurzzeitig von Bigod die unverzügliche Rückzahlung seiner ausstehenden Schulden verlangte. Diese waren durch die hohen Gebühren für den Antritt des Erbes der Familie Marshal, aber auch durch die militärischen Verpflichtungen Bigods als Earls of Norfolk entstanden. Wegen der Zahlungen aufgrund der militärischen Verpflichtungen war es bereits zu einem langwierigen Streit zwischen Bigod und dem königlichen Schatzamt gekommen. Der König schlug seine Rückzahlungsanordnung jedoch rasch nieder, und die hohen Schulden Bigods blieben unbeglichen.

## Beteiligung an der Adelsopposition gegen den König
Eine weitere Belastung des Verhältnisses zwischen Bigod und dem König waren die Feindseligkeiten zwischen Bigod und den aus Frankreich stammenden Halbbrüdern des Königs, den Lusignans. 1256 kam es zu einem offenen Streit zwischen Bigod und Bischof Aymer de Lusignan, und im April 1258 unterstützte Bigod seinen Schwager John fitz Geoffrey bei einem weiteren Streit mit Aymer. Er verbündete sich mit anderen Baronen mit dem Ziel, die Lusignans ins Exil zu zwingen und die Regierung des Königs zu reformieren. Ende April 1258 erschienen die Verschwörer unter Führung Bigods bewaffnet zum Parlament. Sie erzwangen die Ernennung eines Komitees, das schließlich die Provisions of Oxford ausarbeitete. Mit Hilfe dieser Provisions sollte die Regierung des Reiches verbessert werden. Bigod gehörte diesem 24-köpfigen Komitee und auch dem neuen 15-köpfigen Staatsrat an, der im Juli 1258 faktisch die Regierung übernahm. Bigod arbeitete zunächst im Staatsrat aktiv mit, bis er Anfang 1260 wieder den König unterstützte, als dieser während seiner Abwesenheit die Einberufung eines Parlaments durch den Staatsrat ablehnte. Er hielt die Provisions of Oxford weiterhin für gültig, obwohl der König diese nun ablehnte und wieder aufheben wollte. Deshalb war Bigod 1261 zu einer bewaffneten Rebellion bereit, als der König entgegen den Provisions eigene Sheriffs ernannte. Im November 1261 war er einer der drei Unterhändler der Barone, die mit dem König das Abkommen von Kingston aushandelten. Als der König im Januar 1263 die Provisions erneut anerkennen musste, war Bigod einer der vier Earls, die auf die Einhaltung der Versprechungen des Königs achten sollten. Nachdem Simon de Montfort, der Führer der Adelsopposition, im Oktober 1263 offen mit dem König brach, unterstützte Bigod wieder den König, dem er nach Amiens begleitete, wo der französische König am 23. Januar 1264 seinen Schiedsspruch, den Mise of Amiens, über die Gültigkeit der Provisions verkündete. Während des nun folgenden offenen Kriegs der Barone gegen den König nahm Bigod vermutlich nicht an den Kämpfen teil, unterstützte aber nach dem Sieg der Adelsopposition in der Schlacht von Lewes die Regierung unter Montfort, bis die königliche Partei im August 1265 die Rebellen in der Schlacht von Evesham besiegen und Montfort töten konnte.

## Erbe
Bigods Ehe war kinderlos geblieben. 1245 hatte er sich von seiner Frau Isabella von Schottland getrennt und versucht, die Ehe wegen zu naher Verwandtschaft aufheben zu lassen. Erst als die englischen Bischöfe 1253 endgültig die Aufhebung seiner Ehe ablehnten, nahm er seine Frau wieder bei sich auf.
Anfang Mai 1270 übergab er sein Amt als Earl Marshal an seinen Neffen Roger Bigod, der nach seinem Tod etwa zwei Monate später auch sein Erbe wurde. Er wurde in Thetford in Norfolk begraben, während seine Frau Isabella, deren Todesjahr unbekannt ist, in der Dominikanerkirche in London beigesetzt wurde.

## Sonstiges
Bigod war ein bekannter Turnierkämpfer, der sich unter anderem im Februar 1237 bei einem Turnier in Blyth in Nottinghamshire auszeichnete. Ein Turnierunfall war wahrscheinlich 1257 die Ursache für eine schwere Erkrankung Bigods, nach anderen Angaben verletzte er sich Pfingsten 1256 bei einem Turnier in Blyth in Nottinghamshire so schwer, dass seine Verletzungen ihn lebenslang von der Teilnahme an weiteren Turnieren und Kämpfen abhielten.